# 天主教德阿爾教區
天主教德阿爾教區（拉丁語：Dioecesis De Aarensis）是南非一個羅馬天主教教區，屬開普敦總教區。

## 歷史
教區的前身是一個宗座監牧區，成立於1953年3月24日，1967年4月13日升為教區。

## 現況
教區範圍包括東開普省西北部、西開普省東北部、北開普省東南部。2006年有教友5,782人（佔轄區總人口3.5%）、八個堂區、八名司鐸。現任教區主教為阿當·萊謝克·穆塞列克。